# مونونوبه نو اوکوشی
مونونوبه نو اوکوشی (به ژاپنی: 物部 尾輿 Mononobe no Okoshi)؛ زادهٔ ۱ ژانویهٔ ۰۵۵۰) یک دولتمرد ژاپنی در دوره کوفون (300-538 CE (دوران مشترک), و رهبر خاندان مونونوبه بود. او به شدت مخالف معرفی بوداگرایی ژاپنی در ژاپن، همراه با همتای خود اوتومو نو کانامورا بود. او همچنین مخالف اقدام نظامی علیه پادشاهی شیلا در کره بود که منجر به سقوط اوتومو نو کانامورا از قدرت شد. او پدر مونونوبه نو موریا بود.